# Stamátis Koúrkoulos-Ardítis
Stamátis Koúrkoulos-Ardítis (grec moderne : Σταμάτης Κούρκουλος – Αρδίτης) est un joueur d'échecs grec né le 7 juin 1998, grand maître international depuis 2023 et champion de Grèce.
Au 1er septembre 2023, il est le sixième joueur grec avec un classement Elo de 2 527 points.

## Biographie et carrière
Stamátis Koúrkoulos-Ardítis remporta le championnat de Grèce d'échecs en 2019 avec 7,5 points sur 9. Il gagne encore le titre en 2023 et 2024.
Il représenta la Grèce lors du championnat d'Europe des nations de 2021 (4,5 / 7 au quatrième échiquier).
Lors du Championnat d'Europe d'échecs 2023, il marqua 8 points sur 11 et finit à la quatrième place. Ce résultat le qualifiait pour la Coupe du monde d'échecs 2023 disputée à Bakou où il fut battu au premier tour par l'Allemand Daniel Fridman.